# Barkasovo
Barkasovo (ukrajinsky Баркасово, maďarsky Barkaszó) je obec v Baťovské vesnické komunitě v okrese Berehovo, v Zakarpatské oblasti Ukrajiny. Při sčítání lidu v roce 2001 zde žilo 2 233 obyvatel, z toho 86,58 % obyvatel bylo maďarské národnosti a 12,52 % obyvatel bylo ukrajinské národnosti. Je zde stanice na železniční trati Lvov – Stryj – Čop.

## Historie
Do Trianonské smlouvy byla obec součástí Uherska, poté byla součástí Československa. Za první republiky zde byl obecní notariát a poštovní úřad. V roce 1930 zde žilo 1 630 obyvatel; z toho 38 Čechů, 230 Rusínů, 4 Němci, 1 156 Maďarů, 139 Židů, 44 obyvatel jiných národností a 19 cizinců. V letech 1938 až 1944 byla obec na základě první vídeňské arbitráže součástí Maďarského království. Od roku 1945 obec patřila Sovětskému svazu, resp. Ukrajinské sovětské socialistické republice; nakonec od roku 1991 je součástí samostatné Ukrajiny.